# خالد عبدالله
خالد عبدالله (عربی: خالد عبد الله؛ زادهٔ ۲۶ اکتبر ۱۹۸۱) یک هنرپیشه اهل بریتانیا است. وی اصلیت مصری دارد.
از فیلم‌ها یا برنامه‌های تلویزیونی که وی در آن نقش داشته است می‌توان به یونایتد ۹۳، بادبادک‌باز اشاره کرد.